# Vernon Carey Jr.
Vernon A. Carey Jr. (Miami, Florida; 25 de febrero de 2001) es un baloncestista estadounidense que pertenece a la plantilla del Pınar Karşıyaka de la Basketbol Süper Ligi turca. Con 2,06 metros de estatura, juega en la posición de pívot.

## Trayectoria deportiva

### Universidad

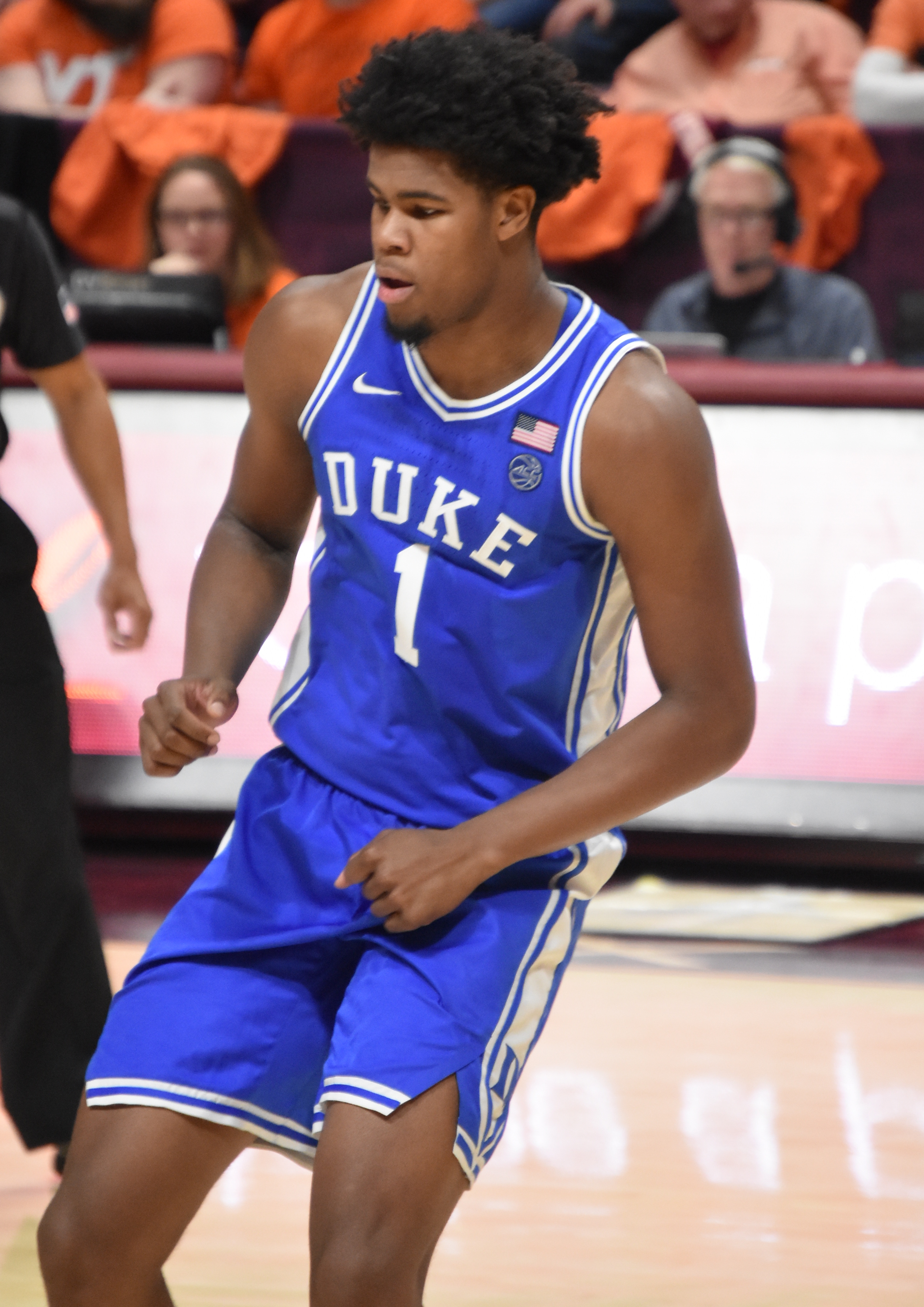
Vernon Carey Jr. con Duke en 2019.

Tras participar en su etapa de instituto en los prestigiosos McDonald's All-American Game, Jordan Brand Classic y Nike Hoop Summit. jugó una temporada con los Blue Devils de la Universidad de Duke, en la que promedió 17,8 puntos, 8,8 rebotes y 1,6 tapones por partido. Al término de la temporada fue elegido freshman del año de la Atlantic Coast Conference e incluido en el mejor quinteto de la conferencia. Fue además elegido novato del año por la USWBA y por la Asociación Nacional de Entrenadores de Baloncesto.
El 10 de abril de 2020 se declaró elegible para el Draft de la NBA, renunciando así a los tres años de universidad que le quedaban.

#### Estadísticas
| Año     | Equipo | PJ | PT | MPP  | %TC  | %3P  | %TL  | RPP | APP | ROB | TPP | PPP  |
| ------- | ------ | -- | -- | ---- | ---- | ---- | ---- | --- | --- | --- | --- | ---- |
| 2019–20 | Duke   | 31 | 30 | 24.9 | .577 | .381 | .670 | 8.8 | 1.0 | .7  | 1.6 | 17.8 |

### NBA
Fue elegido en la trigésimo segunda posición del Draft de la NBA de 2020 por los Charlotte Hornets.
El 10 de febrero de 2022, es traspasado junto a Ish Smith a Washington Wizards, a cambio de Montrezl Harrell.
El 1 de marzo de 2023 es cortado por los Wizards, firmando por Utah Jazz el 8 de abril, aunque no llega a debutar.
El 30 de agosto de 2023, firma por el Pınar Karşıyaka de la Basketbol Süper Ligi turca.

## Estadísticas de su carrera en la NBA

### Temporada regular
| Año     | Equipo     | PJ | PT | MPP | %TC  | %3P  | %TL   | RPP | APP | ROB | TPP | PPP |
| ------- | ---------- | -- | -- | --- | ---- | ---- | ----- | --- | --- | --- | --- | --- |
| 2020-21 | Charlotte  | 19 | 4  | 6.1 | .500 | .143 | .818  | 1.4 | .1  | .1  | .3  | 2.4 |
| 2021-22 | Charlotte  | 4  | 1  | 4.3 | .500 | —    | .667  | 1.3 | .0  | .3  | .0  | 2.0 |
| 2021-22 | Washington | 3  | 0  | 9.0 | .571 | —    | .400  | 2.3 | .0  | .3  | .3  | 4.0 |
| 2022-23 | Washington | 11 | 0  | 2.5 | .250 | —    | 1.000 | 1.0 | .3  | .2  | .2  | .5  |
| Total   | Total      | 37 | 5  | 5.1 | .474 | .143 | .654  | 1.4 | .1  | .1  | .2  | 1.9 |